# Bucovăț (Timiș)

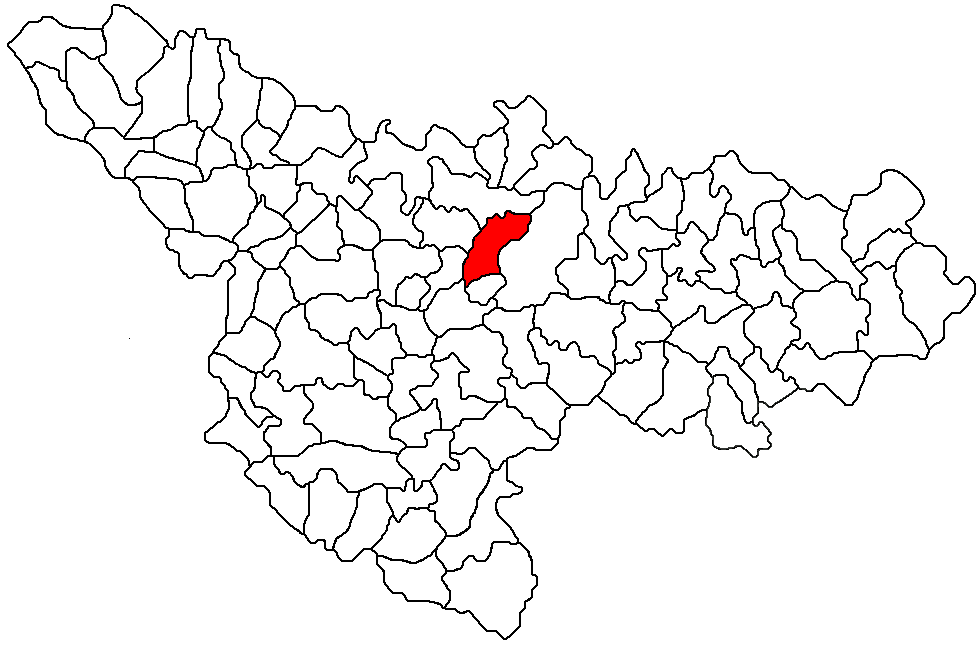
Lage der Gemeinde Bucovăț im Kreis Timiș

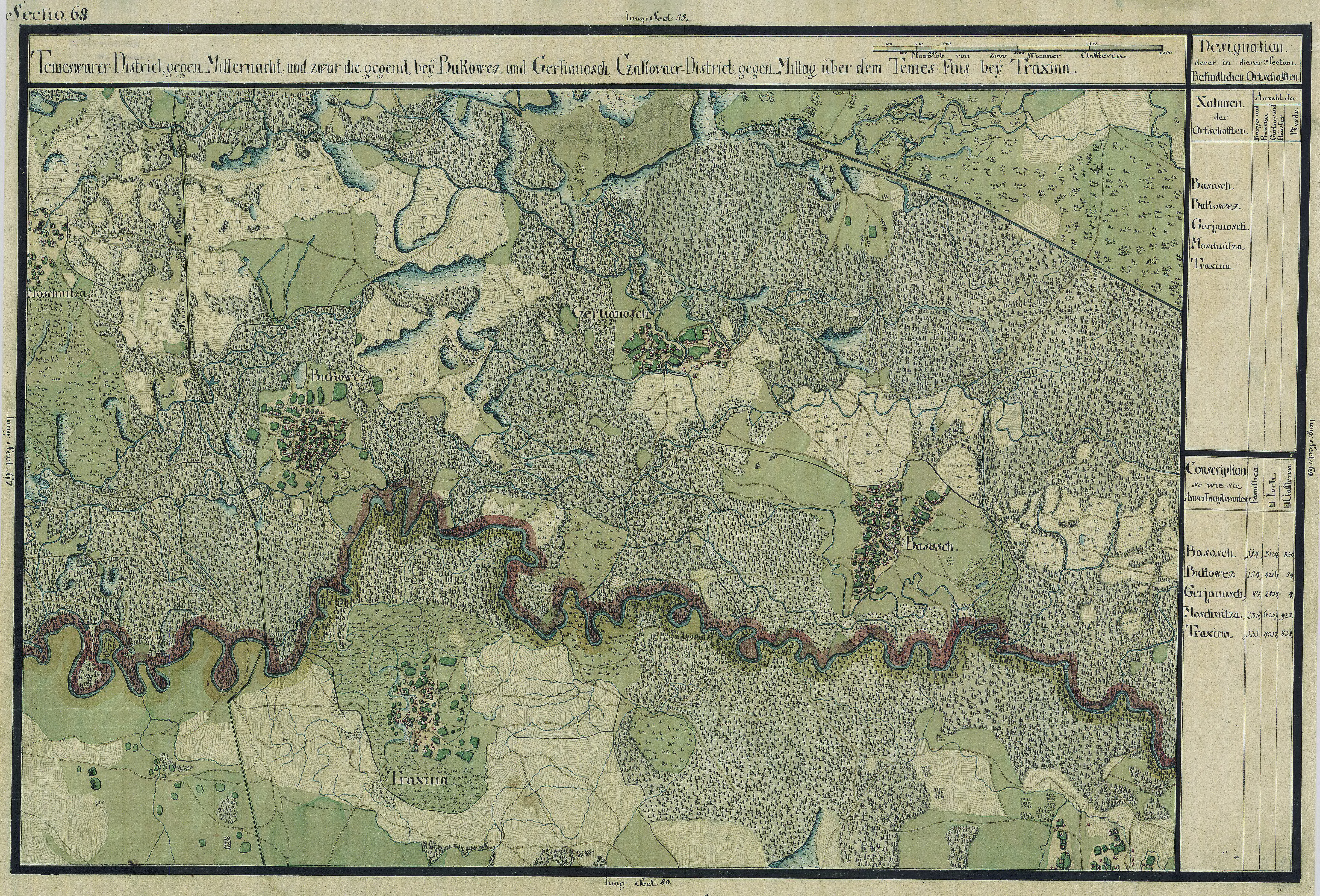
Bucovăț auf der Josephinischen Landaufnahme (1769–1772)

Bucovăț (deutsch Bukowatz, ungarisch Bükkfalva) ist eine Gemeinde im Kreis Timiș, in der Region Banat, im Südwesten Rumäniens. Zu der Gemeinde Bucovăț gehört auch das Dorf Bazoșu Nou.

## Geografische Lage
Bucovăț liegt im Zentrum des Kreises Timiș, 10 Kilometer östlich von Timișoara.

## Nachbarorte
| Giarmata-Vii  | Remetea Mare                                | Recaș      |
| Ghiroda       | Kompassrose, die auf Nachbargemeinden zeigt | Bazoșu Nou |
| Moșnița Veche | Albina                                      | Dragșina   |

## Geschichte
Der Ort wurde 1492 erstmals urkundlich erwähnt. Im 17. Jahrhundert hieß die Ortschaft Beca. Zur Zeit der Josephinischen Landaufnahme von 1717, war Bucova  eingetragen. Nach dem Frieden von Passarowitz (1718), als das Banat eine Habsburger Krondomäne wurde, war Bucova Teil des Temescher Banats. 1723 ließen sich Bauern aus Oltenien in Bucova nieder. 1776 hatte der Ort 82 Häuser. 
Nach dem Österreichisch-Ungarischen Ausgleich (1867) wurde das Banat dem Königreich Ungarn innerhalb der Doppelmonarchie Österreich-Ungarn angegliedert.
Anfang des 20. Jahrhunderts fand das Gesetz zur Magyarisierung der Ortsnamen (Ga. 4/1898) Anwendung. Der amtliche Ortsname war Bükkfalva. Die ungarischen Ortsbezeichnungen blieben bis zur Verwaltungsreform von 1923 im Königreich Rumänien gültig, als die rumänischen Ortsnamen eingeführt wurden.
Am 4. Juni 1920 wurde das Banat infolge des Vertrags von Trianon dreigeteilt. Der größte, östliche Teil, zu dem auch Bucova gehört, fiel an das Königreich Rumänien. Der Ort erhielt die amtliche Bezeichnung Bucovăț.
Bis 2007 gehörte Bucovăț der Gemeinde Remetea Mare an. Seit 2007 ist Bucovăț eine eigenständige Gemeinde, in deren Verwaltungsbereich auch das Dorf Bazoșu Nou gehört.

## Demografie
Die Bevölkerungsentwicklung der Gemeinde Bucovăț:
| 1880 | 720  | 697  | 2  | 6 | 15  |
| 1910 | 787  | 774  | -  | - | 13  |
| 1930 | 774  | 769  | -  | - | 5   |
| 1977 | 647  | 647  | -  | - | -   |
| 2002 | 582  | 582  | -  | - | -   |
| 2021 | 2512 | 2151 | 25 | 2 | 334 |